# Hore vodou

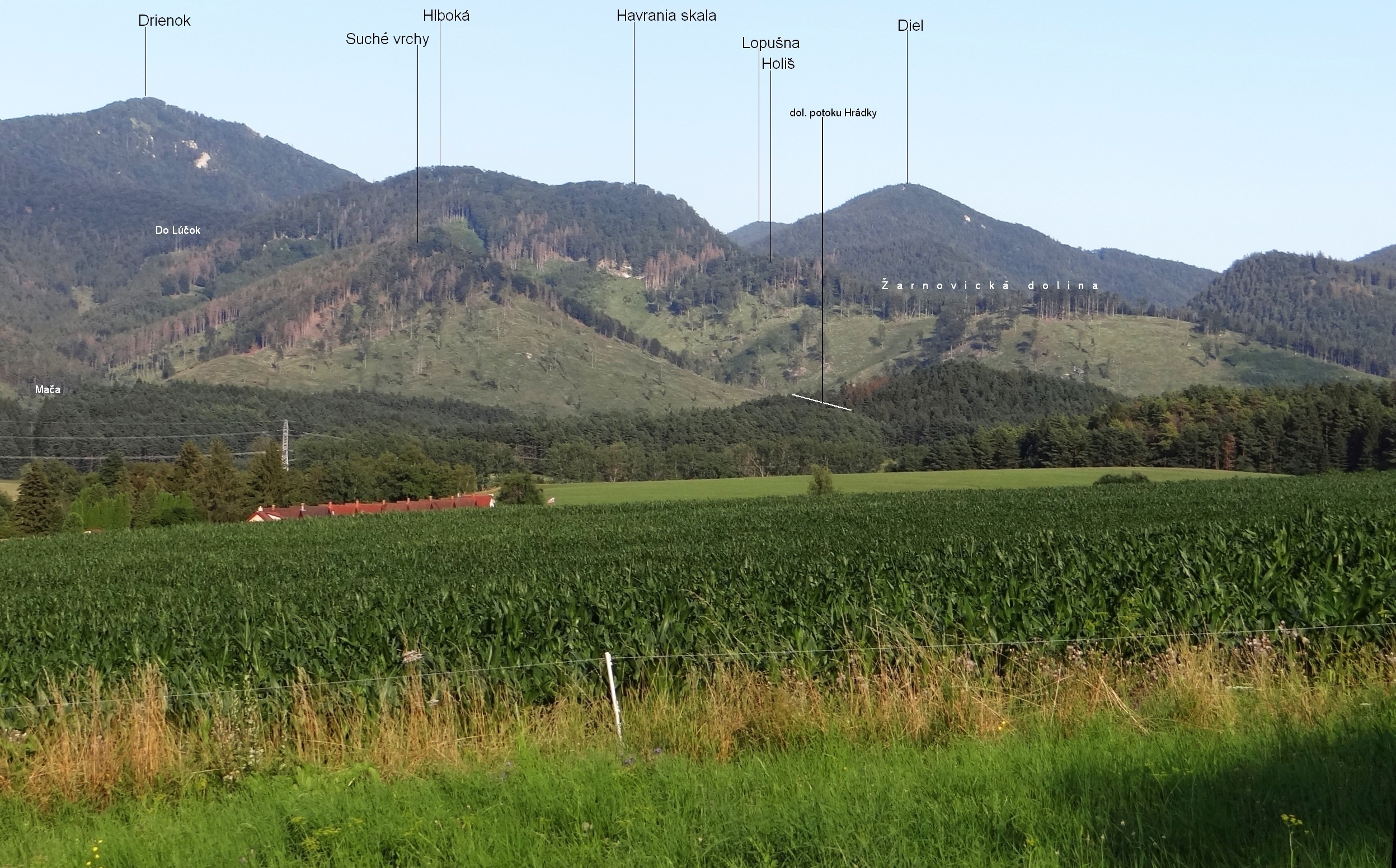
Dolina Hore vodu wcina się między szczytu Malý Rakytov i Hlboká

Hore vodou – dolina w zachodniej części Wielkiej Fatry na Słowacji będąca orograficznie prawym odgałęzieniem doliny Mača. Wcina się między szczyty Malý Rakytov (1194 m) i Hlboká (1010 m) opadając w kierunku północno-zachodnim. Powyżej jej ujścia w górę ciągnie się dolina Do Lúčok.
Dolina wyżłobiona jest w skałach wapiennych. Jest porośnięta lasem, w którym sterczą liczne skały i ściany skalne. W jej dolnej części wypływa potok Rakša, górna część doliny jest zazwyczaj bezwodna. Dolina znajduje się w obrębie Parku Narodowego Małej Fatry i nie prowadzi nią żaden szlak turystyczny.